# Faridpur (distrikt)
Faridpur (bengali: ফরিদপুর জেলা, engelska: Faridpur District) är ett distrikt i Bangladesh.   Det ligger i provinsen Dhaka, i den centrala delen av landet, 40 km sydväst om huvudstaden Dhaka. Antalet invånare är 1 912 969. Arean är 2 073 kvadratkilometer.
Terrängen i Faridpur är mycket platt.
Trakten runt Faridpur består till största delen av jordbruksmark. Runt Faridpur är det mycket tätbefolkat, med 1 573 invånare per kvadratkilometer.